# Match Day II
Match Day II es un videojuego de 8 bits publicado por Ocean Software y desarrollado en 1987 por Jon Ritman en una Z80 con Bernie Drummond como diseñador y Guy Stevens en el sonido. El juego se ejecuta en las plataformas Sinclair ZX Spectrum, Amstrad CPC, Amstrad PCW, MSX y Commodore 64 (esta última versión fue programada por otro equipo).

## Temática
Es un simulador de fútbol en el que cada equipo está formato por 7 jugadores (6 jugadores de campo y el portero) y las portería aparecían una a cada lado de la pantalla, teniendo que hacer scroll para llegar a ellas (vista lateral).
Incluyó nuevas modalidades de juego así como la popular barra de nivel cuyo contenido controla la potencia del disparo. El juego tenía la posibilidad de realizar diferentes jugadas como golpes de cabeza, centros y tacones; todas ellas respondiendo rápidamente a los movimientos de los controles, lo que unido a su velocidad gráfica y diseño minucioso de los elementos - jugadores, cancha, público, balón; supuso una gran revolución en el mundo de los simuladores de la época.

## Desarrollo o sistema de juego
El juego tiene, entre otras, las siguientes opciones:
- Partido amistoso de un solo jugador contra el computador.
- Partido amistoso de dos jugadores contrincantes.
- Partido amistoso de dos jugadores contra el computador.
- Copa. Ocho equipos diferentes en un campeonato de tres fases.
- Liga de ocho equipos.

## Curiosidades
Incorporó por primera vez la posibilidad de saltar en línea recta, golpear de tacón, lo que supuso toda una novedad. Además, permite el golpeo de cabeza, volea y disparo raso o parabólico con distintas intensidades en función de una barra de potencia.
Para las colisiones de los jugadores con el balón se usa un sistema de reflexión en el que los jugadores eran un diamantes (Diamond Deflection System), lo que da un enorme abanico de posibilidades. 
También permitía que el jugador controle al portero, aunque éste no puede coger el balón con las manos.
Los nombres por defecto de los equipos son:
- Ritman Utd
- Soccerama
- Darnell City
- Ocean Blues
- Legs Eleven
- Bombay Mix
- Stevens FC
- Kevs Cosmos

La versión española del juego sólo usa 48Ks de memoria del Spectrum, mientras que la inglesa usa hasta 128 para mejorar la música.
El juego incluye la canción When the Saints Go Marching In mientras los jugadores salen del vestuario y ocupan sus posiciones en el terreno de juego
Los sprites del juego son una modificados de un juego anterior Bear Bovver intentando simular una perspectiva isométrica.

## Juegos relacionados
Nació como consecuencia del desarrollo de la primera versión del juego, Match Day, que apareció en 1984. También existe otra versión del juego, International Match Day (en inglés), que incluye selecciones nacionales.
El juego está basado en un videojuego anterior que Jon Ritman terminó pero no llegó a publicar, Soccerama.
Posteriormente, en 1995, Jon Ritman intentó sacar Match Day III, pero por problemas legales le tuvo que cambiar el nombre por Super Match Soccer.